# Bregninge-stenen
Bregninge-stenen er en runesten fra Bregninge på Lolland. Runestenen har været kendt siden 1627, hvor den sad i kirkegårdsdiget, men det siges, at stenen engang har stået på en høj i nærheden. I 1652 krævede kongen, at stenen kom til København, men den kom kun til Nysted, hvor den blev liggende på skibsbroen med indskriftsiden opad. Her blev den brugt til at banke tørfisk på i de næste ca. 150 år. I 1815 kom stenen til København, og i 1867 blev den flyttet til Nationalmuseet, hvor den nu står i Runehallen.

## Indskrift
| Translitteration | (ą)s(a) (:) karþi (:) kubl : þusi : aft : tuka : sun (:) (si)n : auk (:) tuka : haklaks : sunaR : |
| Transskription   | Āsa gærði kumbl þǿsi æft Tōka, sun sinn, ok Tōka Haklangs sonaR.                                  |
| Oversættelse     | Åse gjorde disse kumbler efter Toke sin søn og Toke Haklangssøns søn.                             |

Indskriften er som følge af sin sekundære anvendelse i Nysted havn meget slidt. Den er ordnet i parallelorden og læses nedefra og op med blandet linjefølge. Haklang betyder egentlig 'manden med den lange hage'.

## Kopi 2017
Med inspiration fra et lignende projekt i Sagnlandet Lejre lykkedes det gennem 2016 og 2017 at skaffe opbakning og midler til at udfærdige en kopi af Bregninge-stenen, som i begyndelsen af juni 2017 blev opsat ved Bregninge Kirke. 
Ved samme lejlighed blev der forfattet en kort tekst om stenens historie ledsaget af en række spekulationer om dens oprindelse og de nævnte 
personers identitet. Se teksten her Bregningestenen 2017

## Galleri
Den ægte sten og kopien fra 2017
- Wikimedia Commons har flere filer relateret til Bregninge-stenen